# Labio-palatale approximant
De labio-palatale approximant (eigenlijke een gelabialiseerde palatale approximant) is een approximant die tegelijkertijd wordt gepalataliseerd en gelabialiseerd. In het Internationaal Fonetisch Alfabet wordt deze klank aangeduid met ɥ, en in X-SAMPA met H.
De klank heeft twee beperkingen in het spraakkanaal: met de tong tegen het verhemelte, en de ronding bij de lippen. De klank is de halfklinker-tegenhanger van de gesloten geronde voorklinker [y]. Omdat deze klank zeer moeilijk uit te spreken is komt vrijwel uitsluitend voor als secondaire articulatie bij een andere klank, bijvoorbeeld in het Mandarijn Chinees en Frans.

## Kenmerken
- De manier van articulatie is approximant, wat inhoudt dat de klank wordt gevormd door een articulator dicht bij een andere te brengen, maar zonder dat het spraakkanaal zodanig wordt vernauwd dat er een turbulente luchtstroom ontstaat.
- Het articulatiepunt is labiaal-palataal, wat wil zeggen dat de klank wordt gearticuleerd met de tong tegen het  verhemelte, en met de lippen gerond.
- Het type articulatie is stemhebbend, wat betekent dat de stembanden meetrillen bij het vormen van de klank.
- Het is een orale medeklinker, wat inhoudt dat lucht door de mond kan ontsnappen.
- Het is een centrale medeklinker, wat inhoudt dat de klank wordt geproduceerd door de luchtstroom over het midden van de tong te laten stromen in plaats van langs de zijkanten.
- Het luchtstroommechanisme is pulmonisch-egressief, wat wil zeggen dat lucht uit de longen gestuwd wordt, in plaats van uit de glottis of de mond.